# Pashchima
Pashchima (Newari), auch paschima, pachima, Nepali marijan, ist eine zweifellige Doppelkonustrommel, die von den im Kathmandutal in Nepal lebenden Newar in der Volksmusik gespielt wird. Wie die ähnlich gebaute und vermutlich namensverwandte Trommel pakhawaj der nordindischen Musik wird die pashchima in waagrechter Position mit beiden Händen geschlagen. Sie ist das wesentliche Rhythmusinstrument im Tanzdrama Mahakali pyakhan und wird auch bei anderen Musikaufführungen eingesetzt, die anlässlich der zahlreichen Feste des Jahreszyklus stattfinden.

## Herkunft und Verbreitung
Die pashchima gehört zu einer Reihe von Doppelkonustrommeln, einer Sonderform der Röhrentrommeln, die fast nur im indischen Kulturraum vorkommen und in der klassischen und volkstümlichen Musik gespielt werden. Sie stellen hier einen von etwa zehn Grundtypen dar, von denen es jeweils unzählige Varianten gibt. Bereits im 1. Jahrtausend v. Chr. wurden in den vedischen Schriften unter dem Namen dundubhi ähnliche und andere Trommeltypen zusammengefasst. Neben der pahkawaj gehören zu dieser Bauform die nordostindische khol, die südindische mridangam und die auf Karnataka begrenzte maddale. Eine in Manipur gespielte Variante der mridangam ist die pung, deren nahezu symmetrische schlanke Form jedoch eher wie eine Fasstrommel aussieht. Die nepalesische Variante der dholak ist ebenfalls deutlich symmetrischer als die pashchima. 
Die Newar spielen über 20 verschiedene Trommeltypen. Der pashchima ähnliche Doppelkonustrommeln der Newar sind unter anderem die kleinere madal (namensverwandt mit der südindischen maddale) und die lalakhin (im devotionalen Gesangsstil dapha verwendet). Die Trommeln werden traditionell von der am untersten Rand der Gesellschaft stehenden Kaste der Kullu hergestellt. Für Hochzeitsfeiern und bestimmte Tempelfeste werden die Kesseltrommeln damaha oder nagara (von naqqara) benötigt, die Angehörige der niedrigstehenden Trommlerkaste Damai für die Newar spielen.

## Bauform
Der hölzerne Korpus wird aus einem Stammabschnitt in zwei Teilen herausgestemmt und zu einer Doppelkonusform zusammengefügt. Der Durchmesser an der Verbindungsseite der beiden Teile beträgt beispielhaft bei einer gemessenen Trommel etwa 38 Zentimeter, der größere Außendurchmesser (manka) misst 37 Zentimeter. Damit ergibt sich auf dieser Seite eine nahezu zylindrische Form. In Richtung des kleineren Fells (nasa) verjüngt sich der Korpus in einer annähernd geraden Linie bis zu einem Durchmesser von 22 Zentimetern bei einer Gesamtlänge von 67 Zentimetern. Ein kleineres Exemplar maß 29 und 21 Zentimeter Außendurchmesser. An der Verbindungsstelle der beiden asymmetrischen Hälften sorgt eine außen aufgeklebte Holzleiste (nago) für den stabilen Zusammenhalt und bildet einen markanten Zierstreifen, den noch durch eine ornamentale Bemalung hervorgehoben wird.
Die beiden Trommelfelle bestehen aus ungegerbten Rinderhäuten, deren Saum durch mehrfach im Kreis umlaufende Hautstreifen verstärkt wurde. Der somit verdickte Rand sorgt dafür, dass die Membranen nicht aus ihrer Position verrutschen. Durch 16 gleichmäßig an den Rändern der Membranen gebohrte Löcher werden Hautstreifen gezogen und durch eine V-förmige Schnürung beide gegeneinander verspannt.
Die Trommelfelle lassen sich mit acht Rundholzabschnitten (Stimmpflöcke, gatta) stimmen, von denen jeder unter zwei Spannstreifen geklemmt ist. Werden die Hölzer näher zum größeren Fell geschoben, so erhöht sich der Ton, nach der Mitte wird der Ton tiefer. Zur Feinstimmung der Klangfarbe wird nur in der Mitte des kleineren Fells eine schwarze Stimmpaste (khou) kreisförmig aufgebracht. Die dauerhafte Paste besteht aus der zerstoßenen Yamsart Dioscorea rotundata, Varietät alafu (so auch der Name in Nepal), gemischt mit Reismehl und Wasser. Die Stimmpaste erniedrigt den Ton. Zur Feinstimmung des größeren Fells wird vor dem Spiel ein feuchter Teig aus Mehl und Wasser aufgebracht. Die pakhawaj wird auf dieselbe Art gestimmt. Die Tonhöhendifferenz beider Felle beträgt eine Quarte.

## Spielweise
Die Trommel liegt quer vor dem mit gekreuzten Beinen am Boden sitzenden Musiker, der mit der linken Hand das große Fell (manka) und mit der rechten Hand das kleine Fell (nasa) schlägt. Wie bei den indischen Trommeln die Silbensprache bol gebraucht wird, so gibt es auch für die pashchima eine sprachliche Merkhilfe mit Silben wie „ta“, „tin“ und „nan“, die bestimmte Schläge der Finger und Handfläche bezeichnen. Für jede der im Kathmandutal gespielten Trommeltypen (die Musik der Newar kennt 15 verschiedene) gibt es eine eigene Merksprache bestehend aus nicht sinntragenden Wörtern und Lauten.
Ende September wird im Kathmandutal das achttägige Fest Indra Jatra (Nepali, auf Newari Yandya) zum Ende der Regenzeit  veranstaltet. Dazu treten mehrere Tanztheatergruppen auf, die unterschiedliche Stilrichtungen vertreten. Beim Maskentanz Lakhe sorgen zum Beispiel die Fasstrommel dhimay und Zimbeln für den Rhythmus. Bei einem weiteren Maskentanz, dem zu Ehren der Göttin Mahakali stattfindenden Mahakali pyakhan, treten etwa 20 Männer auf, die tanzen und musizieren. Die Aufführung kommt ohne gesprochenen Text und ohne Gesang aus. Zu den Musikinstrumenten gehören die pashchima, die Zimbel chusya jhali und das Doppelrohrblattinstrument muhali (auch mwali, eine konische Oboe, die der indischen shehnai entspricht), alternativ die lange dünne Naturtrompete kahan. 
Für die einzelnen Szenen werden zwölf unterschiedliche talas (rhythmische Strukturen) verwendet, die charakteristisch für die jeweils auftretenden (Götter-)Figuren sind. Tanzen eine Gottheit und ein Dämon (daitya) gleichzeitig, braucht es zwei verschiedene talas, die von zwei Trommeln gespielt werden. Trommeln sollten also in der Zahl der zusammen auftretenden Figuren vorhanden sein. Üblicherweise eröffnet die pashchima die einzelnen Szenen mit einem schnellen Vorspiel. Erst wenn ein Tänzer mit einer um die Hüfte gebundenen Schnur hinzukommt, an der mehrere metallene Gefäßrasseln (chusya ghangla) befestigt sind, setzt auch der muhali-Spieler ein. Das  kulturelle Zentrum des Mahakali pyakhan ist Bhaktapur.
Innerhalb der Newar spielen nur Mitglieder der hinduistischen Musikerkaste Jogi die muhali. Ein typisches Jogi-Ensemble besteht aus drei bis fünf der schrill klingenden Blasinstrumenten, einer pashchima und ein bis zwei Paar Zimbeln.